# George Goring (1er comte de Norwich)
Pour l’article homonyme, voir George Goring.
George Goring, 1er comte de Norwich (28 avril 1585-6 janvier 1663) est un soldat et homme politique anglais qui siège à la Chambre des communes entre 1621 et 1628 quand il est élevé à la pairie.

## Biographie
Goring est le fils de George Goring de Hurstpierpoint et d'Ovingdean, dans le Sussex, et de sa femme Anne Denny, sœur d'Edward Denny (1er comte de Norwich). Il s'inscrit au Sidney Sussex College de Cambridge en 1600  et passe peut-être par la suite quelque temps en Flandre. Il est fait chevalier en 1608, devient un favori à la cour et bénéficie de la politique d'outre-mer réussie et des monopoles accordés par le roi Charles Ier. En 1621, il est élu député de Lewes . Il est fait chevalier maréchal en 1623. Il est réélu député de Lewes en 1624, 1625, 1626 et 1628 . En 1628, il est créé baron Gôring. Il devient conseiller privé en 1639 et vice-chambellan de la maison.
Un an plus tard, les troubles entre Charles et son Parlement deviennent aigus et Gôring consacre librement sa fortune à la cause royale ; le roi recrée pour lui en novembre 1644 le titre qu'il crée en 1628 pour Lord Denny, comte de Norwich, son oncle, qui vient de s'éteindre à sa mort. Il part avec la reine Henrietta Maria aux Pays-Bas en 1642 pour collecter des fonds pour le roi, et à l'automne de l'année suivante, il cherche des armes et de l'argent auprès du cardinal Mazarin à Paris. Ses actes sont révélés au parlement en janvier 1644 par une lettre interceptée adressée à Henrietta Maria. Il est par conséquent mis en accusation pour haute trahison mais reste prudemment à l'étranger jusqu'en 1647, bien que privé de ses terres et de ses revenus, lorsqu'il reçoit un laissez-passer du parlement sous prétexte de rechercher la réconciliation.
Ainsi, il peut prendre une part prépondérante dans la deuxième guerre civile de 1648. Il commande les levées du Kent, que Fairfax disperse à Maidstone et ailleurs et est contraint de se rendre sans condition à Colchester. Le refus de Norwich de se rendre, même après que la cause ait été reconnue comme désespérée et que les habitants de la ville l'aient supplié de se rendre, est considéré comme contraire aux règles de la guerre. Deux de ses commandants sont exécutés après le siège pour leur rôle dans celui-ci . Norwich est condamné à l'exil en novembre 1648 par un vote de la Chambre des communes, mais le mois suivant le vote est annulé.
Au début de l'année suivante, un tribunal se forme sous John Bradshaw et juge Norwich, le duc de Hamilton, Lord Capel, le comte de Hollande et Sir John Owen (royaliste) (en). Ils sont condamnés à mort le 6 mars 1649, mais des demandes de grâce sont présentées au parlement et la vie de Norwich est épargnée grâce à la voix prépondérante du président. Peu après sa libération de prison en mai 1649, il rejoint la cour en exil de Charles II qui l'emploie dans des négociations infructueuses avec le duc de Lorraine. Il devient capitaine des gardes du roi à la Restauration, et en contrepartie de la fortune qu'il a dépensée ou des revenus qu'il a perdus au service du roi, une pension de 2000 livres par an lui est accordée.
Norwich meurt à Brentford le 6 janvier 1663.

## Enfants
De sa femme Mary Nevill/Neville (morte en 1648), fille d'Edward Nevill, 8e baron Bergavenny et de Rachel Lennard, il a quatre filles et deux fils : George, Lord Goring ; et Charles, qui combat pendant la guerre de Sécession, succède à son père dans le comté et meurt sans héritier en mars 1671.
- Elizabeth Goring (dc novembre 1687), qui épouse William Brereton (2e baron Brereton)
- Catherine Goring, qui épouse Edward Scott de Scot's Hall et a plusieurs enfants dont son mari refuse de reconnaître la paternité, en raison de son infidélité notoire (le prince Rupert aurait été l'un de ses amants) ; son fils Thomas hérite des domaines après qu'Edward l'ait reconnu tardivement comme son fils légitime. Thomas épouse en 1663 Caroline Carteret, fille de George Carteret, 1er baronnet.
- Lucy Goring, qui épouse Drue Deane
- Diana Goring, qui épouse Thomas Covert de Slaugham, Sussex, et se remarie à George Porter (royaliste) (en), fils aîné du célèbre courtisan Endymion Porter (en)
- George Goring (Lord Goring) (en) (14 juillet 1608 – 25 juillet 1657)
- Charles Goring, 2e comte de Norwich (c. 1615 – 3 mars 1671)